# 博卡日

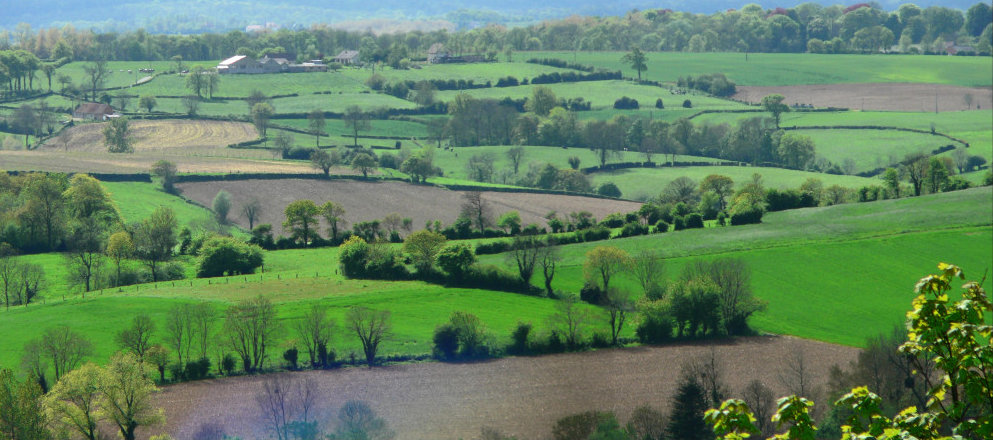
法国滨海布洛涅的一处博卡日。

博卡日（法語：bocage，法語發音：[bɔkaʒ]），意译树篱田，是法国北部、英格兰南部、爱尔兰、荷兰及德国北部特有的一种地形，其特点是田地由大量的树篱或树篱墙分隔。